# Espace Balard
 (mars 2024).
 (mars 2024).
La mise en forme du texte ne suit pas les recommandations de Wikipédia : il faut le « wikifier ».
Les points d'amélioration suivants sont les cas les plus fréquents. Le détail des points à revoir est peut-être précisé sur la page de discussion.
- Les titres sont pré-formatés par le logiciel. Ils ne sont ni en capitales, ni en gras.
- Le texte ne doit pas être écrit en capitales (les noms de famille non plus), ni en gras, ni en italique, ni en « petit »…
- Le gras n'est utilisé que pour surligner le titre de l'article dans l'introduction, une seule fois.
- L'italique est rarement utilisé : mots en langue étrangère, titres d'œuvres, noms de bateaux, etc.
- Les citations ne sont pas en italique mais en corps de texte normal. Elles sont entourées par des guillemets français : « et ».
- Les listes à puces sont à éviter, des paragraphes rédigés étant largement préférés. Les tableaux sont à réserver à la présentation de données structurées (résultats, etc.).
- Les appels de note de bas de page (petits chiffres en exposant, introduits par l'outil «  Source ») sont à placer entre la fin de phrase et le point final[comme ça].
- Les liens internes (vers d'autres articles de Wikipédia) sont à choisir avec parcimonie. Créez des liens vers des articles approfondissant le sujet. Les termes génériques sans rapport avec le sujet sont à éviter, ainsi que les répétitions de liens vers un même terme.
- Les liens externes sont à placer uniquement dans une section « Liens externes », à la fin de l'article. Ces liens sont à choisir avec parcimonie suivant les règles définies. Si un lien sert de source à l'article, son insertion dans le texte est à faire par les notes de bas de page.
- La présentation des références doit suivre les conventions bibliographiques. Il est recommandé d'utiliser les modèles {{Ouvrage}}, {{Chapitre}}, {{Article}}, {{Lien web}} et/ou {{Bibliographie}}. Le mode d'édition visuel peut mettre en forme automatiquement les références.
- Insérer une infobox (cadre d'informations à droite) n'est pas obligatoire pour parachever la mise en page.

Pour une aide détaillée, merci de consulter Aide:Wikification.
Si vous pensez que ces points ont été résolus, vous pouvez retirer ce bandeau et améliorer la mise en forme d'un autre article.
L'Espace Balard (également appelé "Espace BASF") était une salle de concert majeure située sur le site actuel du Parc André Citroën, dans le quartier de Javel du 15e arrondissement de Paris.
Faisant office de salle temporaire avant l'ouverture du Zénith de Paris, elle a accueilli quelques dizaines de concerts entre Mai 1983 et Décembre 1984. Elle se présentait sous la forme d'un chapiteau pouvant accueillir jusqu'à 6 000 personnes, même si ce chiffre est également estimé à 8 000 ou 10 000 personnes selon les versions. 
La salle a accueilli de nombreux groupes essentiellement de type rock et metal, dont Iron Maiden, The Clash, ou encore Metallica pendant leur première tournée européenne. Ce dernier utilisera d'ailleurs l'enregistrement de ce premier concert à Paris pour la réédition spéciale du 40ème anniversaire de leur album Kill 'Em All en 2023.
Le site de l'Espace Balard était l'ancienne usine Citroën "Quai de Javel" déménagée et démolie entre 1975 et 1982. Le chapiteau et a été démonté fin 1984 et fait désormais place au Parc André Citroën qui ouvrira ses portes deux ans plus tard en 1986.

## Concerts
| Date                 | Tête d'affiche                                                                     | Première partie                                                | Tournée                       |
| -------------------- | ---------------------------------------------------------------------------------- | -------------------------------------------------------------- | ----------------------------- |
| 31 Mai 1983          | Paco de Lucia, Al Di Meola & John McLaughlin                                       | aucune                                                         | Friday Night in San Francisco |
| 6, 7 Juin 1983       | Marc Cerrone (enregistré et sorti sous le nom "Cerrone en Concert (Paris)" en 1983 | introuvable                                                    | Back Track (Cerrone 8)        |
| 15 Juin 1983         | Rod Stewart                                                                        | introuvable                                                    | Body Wishes Tour 1983         |
| 7 Septembre 1983     | Whitesnake                                                                         | Accept                                                         | Saints And Sinners Tour       |
| 29 Septembre 1983    | The Stranglers                                                                     | aucune                                                         | Feline Tour                   |
| 30 Septembre 1983    | Black Sabbath                                                                      | Diamond Head                                                   | Born Again Tour               |
| 4 Octobre 1983       | Peter Tosh                                                                         | introuvable                                                    | Mama Africa                   |
| 16 Octobre 1983      | Motörhead                                                                          | Vulcain                                                        | Another Perfect Tour          |
| 23 Octobre 1983      | Culture Club                                                                       | introuvable                                                    | The Colour by Numbers         |
| 25 Octobre 1983      | Peter Gabriel                                                                      | The Call                                                       | Security                      |
| 27, 28 Octobre 1983  | Angelo Branduardi                                                                  | introuvable                                                    | Cercando l'oro                |
| 30, 31 Octobre 1983  | KISS                                                                               | Helix                                                          | Lick It Up World Tour         |
| 1er Novembre 1983    | Johnny Winter                                                                      | Patrick Verbeke                                                | Guitar Slinger                |
| 3 Novembre 1983      | ZZ Top (déplacé au Palais des Sports de Saint-Ouen)                                | Stocks                                                         | Eliminator Tour               |
| 9 Novembre 1983      | Def Leppard                                                                        | Rock Goddess                                                   | Pyromania World Tour          |
| 12 Novembre 1983     | Kid Creole and the Coconuts                                                        | introuvable                                                    | Doppleganger Tour             |
| 16 Novembre 1983     | Fela Kuti                                                                          | introuvable                                                    | Perambulator                  |
| 17 Novembre 1983     | Iron Maiden (avec Trust en invité surprise)                                        | Micheal Schenker Group                                         | World Piece                   |
| 6 Décembre 1983      | Dio                                                                                | Waysted                                                        | Holy Diver Tour               |
| 13 Décembre 1983     | Léo Ferré (Gala de soutien à Radio Libertaire)                                     | introuvable                                                    | aucune                        |
| 19 Décembre 1983     | Nina Hagen                                                                         | introuvable                                                    | Angstlos                      |
| 22 Décembre 1983     | Ozzy Osbourne                                                                      | Y and T                                                        | Bark at the Moon              |
| 28 Janvier 1984      | Burning Spear                                                                      | Ganja                                                          |                               |
| 14 janvier 1984      | Trust                                                                              | introuvable                                                    | Trust IV                      |
| 4 février 1984       | Blue Öyster Cult                                                                   | Aldo Nova                                                      | The Revölution by Night       |
| 9 Février 1984       | Venom                                                                              | Metallica (concert enregistré et sorti officiellement en 2023) | Seven Dates of Hell           |
| 11 Février 1984      | Judas Priest                                                                       | Ted Nugent                                                     | Metal Conqueror Tour          |
| 23 Février 1984      | The Clash                                                                          | introuvable                                                    | Out of Control Tour 1984      |
| 1er Mars 1984        | The Clash                                                                          | introuvable                                                    | Out of Control Tour 1984      |
| 25 Mars 1984         | Siouxsie and the Banshees                                                          | introuvable                                                    | Spring Tour 1984              |
| 29 Mars 1984         | Gary Moore                                                                         | Samson                                                         | Victims of the Future Tour    |
| 28 Juin 1984         | King Sunny Adé                                                                     | introuvable                                                    | introuvable                   |
| 25 Octobre 1984      | U2                                                                                 | The Alarm                                                      | The Unforgettable Fire Tour   |
| 29 Octobre 1984      | Iron Maiden                                                                        | Motley Crüe                                                    | World Slavery Tour            |
| 30 Octobre 1984      | Dio                                                                                | Queensrÿche                                                    | The Last in Line Tour         |
| 15 Novembre 1984     | Marillion                                                                          | introuvable                                                    | Fugazi Tour                   |
| 18 Novembre 1984     | Metallica                                                                          | Tank, Girlschool                                               | Kill 'Em All for One Tour     |
| 12, 14 Décembre 1984 | Sortilège                                                                          | Demon Eyes                                                     | Métamorphose Tour             |